# حسن بن نوح البهروجي
حسن بن نوح بن يوسف بن محمد بن آدم البَهروجي الهندي (؟ - 11 ذي القعدة 939 هـ/3 يونيو 1533 م) عالم مسلم هندي ومن أعلام الإسماعيلية الباطنية الهنود. له الأزهار ومجمع الأنوار (كتاب الأزهار ومجمع الأنوار الملقوطة من بساتين الأسرار ومجامع فواكه الروحانية والثمار) في سبعة أجزاء وفيه خلاصة التعاليم الإسماعيلية،  تحدث في الجزء الأول من الثلاثة الموجودة عن دراسته ومن أخذ عنهم ثم سير بعض الأنبياء والأئمة والدعاة، وفي الثاني عن دعاة اليمن بعد موت الآمر حتى عهد الداعي إدريس، وفي الثالث عن أقوال الدعاة وتواريخهم. 